# 中田町黒木
中田町黒木（なかたまち くろき）は、福島県郡山市の大字である。郵便番号は963-0835。

## 地理
郡山市東部の中田地区に属する。東で中田町木目沢、西で中田町牛縊本郷、北で田村郡三春町根本とそれぞれ隣接する。概ね町村制施行以前の田村郡黒木村の流れを汲む地域である。一級水系阿武隈川水系蛇石川中上流域を主な範囲とする。域内の多くを山林が占め、川沿いの平地に田畑が広がり、山裾を中心に人家が立地する。北から南東に掛け福島県道40号飯野三春石川線が縦貫する。中田町柳橋に所在する郡山警察署柳橋駐在所及び中田町下枝に所在する郡山消防署中田分署がそれぞれ管轄にあたる。

### 主な字
字
- 大坂
- 脇ノ前
- 宮ノ前
- 落合
- 荻ノ窪

### 河川
一級水系阿武隈川水系
- 蛇石川
  - 小綱木川

## 歴史
- 1879年1月27日 - 三春藩領黒木村が福島県内における郡区町村制の施行により田村郡の村となる。
- 1889年4月1日 - 町村制の施行により黒木村が柳橋村、中津川村、木目沢村、下枝村、駒板村、牛縊本郷村と合併し御舘村が発足する。旧黒木村域は御舘村の大字となる。
- 1956年9月1日 - 御舘村が宮城村と合併し中田村が発足し、中田村の大字となる。
- 1965年8月1日 - 中田村が西田村と共に郡山市に編入され、郡山市の大字となる。

## 世帯数と人口
2024年1月1日現在の世帯数と人口は以下の通りである。
| 大字       | 世帯数 | 人口  |
| ---------- | ------ | ----- |
| 中田町黒木 | 41世帯 | 110人 |

## 小・中学校の学区
市立小・中学校に通う場合、学区は以下の通りとなる。
| 番地 | 小学校             | 中学校             |
| ---- | ------------------ | ------------------ |
| 全域 | 郡山市立御舘小学校 | 郡山市立御舘中学校 |

## 交通

### 道路
- 福島県道40号飯野三春石川線

## 施設
- 桂蔵寺
- 伊勢桜